# Respiratorni sincicijski virus
Respiratorni sincicijski virus (RSV) je pnevmovirus, ki je pomemben povzročitelj okužb dihal pri otrocih. Pri majhnih otrocih povzroča akutni bronhiolitis, pri večjih otrocih in odraslih pa okužba navadno poteka kot blažje prehladno obolenje. Spada v družino pnevmovirusov. Gre za viruse z enoverižno RNK in vijačno simetrično nukleokapsido, ki je obdana z ovojnico. Sorodni vrsti sta goveji in mišji respiratorni sincicijski virus.
Ime virusa je povezano z njegovo lastnostjo, da spodbuja celice k tvorbi sincicija, mnogojedrne gmote citoplazme.

## Epidemiologija
Respiratorni  sincicijski  virus  je  najpogostejši povzročitelj  bronihiolitisa  in  pljučnice  dojenčkov  in majhnih otrok. Do konca drugega leta življenja se z RSV okuži skoraj vsak otrok. Pri šolarjih in  odraslih  potekajo  okužbe  z  RSV  kot  blažja  okužba zgornjih  dihal, zato večinoma ostanejo neprepoznane. Okužbe se pojavljajo v jesensko-zimskem času, v nekaterih sezonah segajo celo v pomladanske mesece.

## Prenašanje
Gre za zelo nalezljiv virus, ki se prenaša kapljično; širi se s kašljanjem in kihanjem ali z neposrednim stikom. Virus RSV lahko preživi več ur na predmetih, na primer na pultu ali uporabljenem robcu.